# Sarjamda
Sarjamda é uma vila no distrito de Purbi Singhbhum, no estado indiano de Jharkhand.

## Demografia
Segundo o censo de 2001, Sarjamda tinha uma população de 18 373 habitantes. Os indivíduos do sexo masculino constituem 51% da população e os do sexo feminino 49%. Sarjamda tem uma taxa de literacia de 60%, superior à média nacional de 59,5%: a literacia no sexo masculino é de 71% e no sexo feminino é de 48%. Em Sarjamda, 15% da população está abaixo dos 6 anos de idade.